# 2 Pułk Artylerii Ciężkiej (II RP)
2 Pułk Artylerii Ciężkiej Ziemi Chełmskiej im. Hetmana Jana Zamoyskiego (2 pac) – oddział artylerii ciężkiej Wojska Polskiego w II Rzeczypospolitej.
Pułk został sformowany w 1921 na bazie 3., 13. i 17 dywizjonu artylerii ciężkiej. Dywizjony te brały udział w walkach polsko-ukraińskich i w wojnie polsko-bolszewickiej. W okresie międzywojennym stacjonował w garnizonie Chełm Lubelski. Podporządkowany był dowódcy 2 Grupy Artylerii. Do działań wojennych w 1939 pułk zmobilizował między innymi  13., 27. i 3 dywizjon artylerii ciężkiej.
W kampanii wrześniowej dywizjony „wojennego” 2 pac działały na różnych obszarach operacyjnych.

## Geneza i walki przyszłych pododdziałów 2 pac

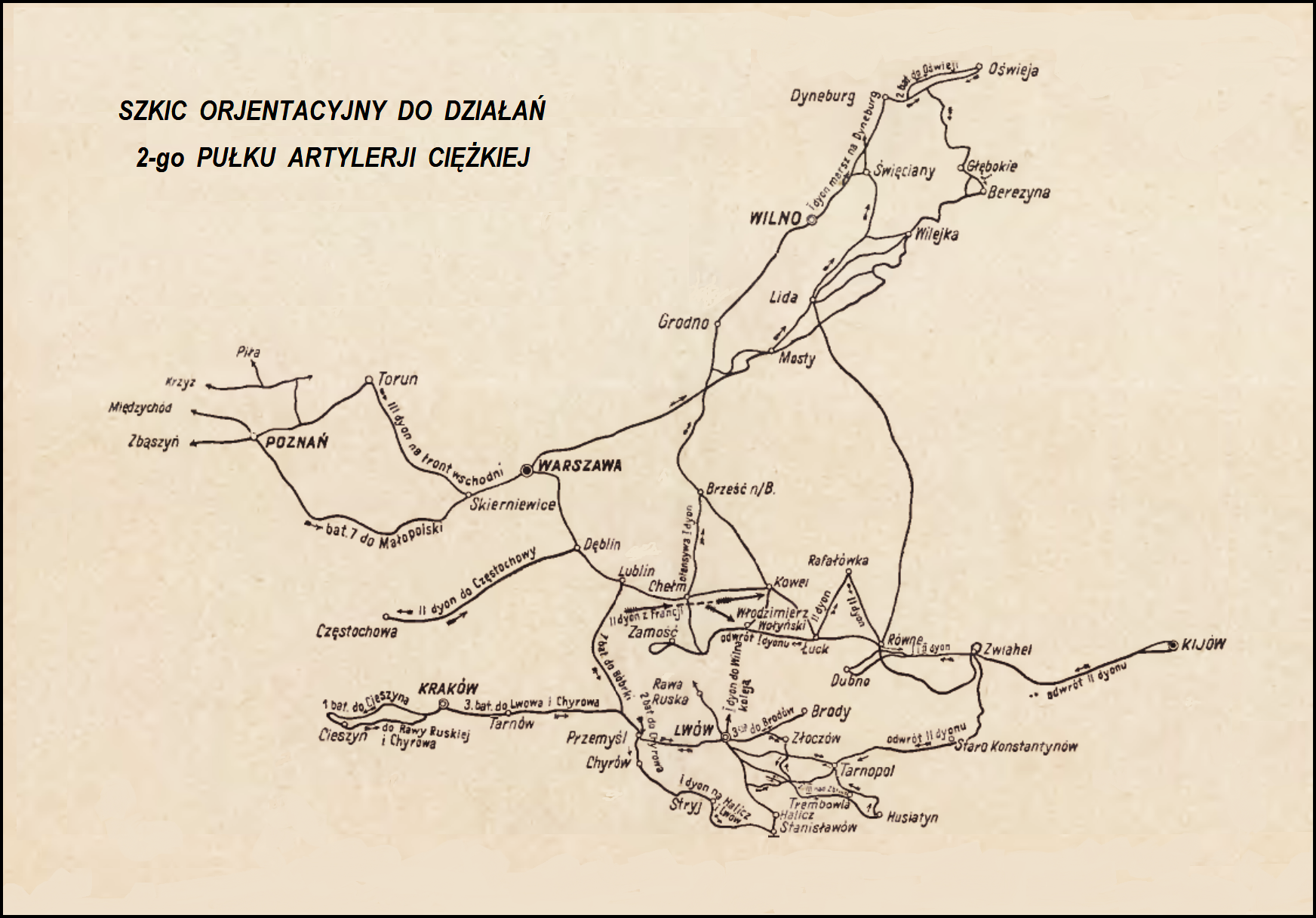
Jan Gintel, Zarys historji wojennej 2-go pułku artylerji ciężkiej

### Formowanie i działania 3 dywizjonu artylerii ciężkiej  (I/2 pac)
W listopadzie 1918 rozpoczęto formowanie w Krakowie 1 pułku artylerii płk. Ignacego Ledóchowskiego. 20 grudnia koleją do Lwowa przewieziona została 3 bateria por. Łopatkiewicza. Jako oddział artyleryjski „Bereta” bronił miasta przed atakami Ukraińców. 2 bateria por. Ferbera walczyła w rejonie Chyrowa, Żurawicy, Przemyśla, Sądowej Wiszni i o Gródek Jagielloński. Dowództwo dywizjonu wraz z 1 baterią  walczyło na Śląsku Cieszyńskim. W maju baterie połączyły się w jedną całość w Chyrowie. Stąd wyruszyły do walki Ukraińcami. 17 lipca dywizjon dotarł do Husiatyna, a w końcu sierpnia dywizjon został przerzucony w rejon Wilna, a następnie pod Dyneburg i uczestniczył w operacji wyzwalania miasta.
Od 14 maja dywizjon walczył nad Berezyną i wspierał pułki 3 Dywizji Piechoty Legionów. W połowie czerwca I/3 pac został przerzucony na Ukrainę i walczył z kawalerią Siemiona Budionnego. Podczas walk odwrotowych poniósł tak duże straty, że 1 baterię przekształcono w kolumnę amunicyjną, a 3 bateria z powodu całkowitego braku amunicji została wycofana z frontu. Jednocześnie I/3 pac został przemianowany na 3 dywizjon artylerii ciężkiej.

### 13 dywizjon artylerii ciężkiej  (II/2 pac)
Pod koniec 1918 rozpoczęto we Francji formowanie trzech baterii 1 pułku artylerii ciężkiej. Po przetransportowaniu do Polski przeszedł chrzest bojowy w rejonie Rafajówki. W czerwcu 1919 baterie przerzucono do Częstochowy. Tam stanowiły odwód Naczelnego Dowództwa na froncie przeciwniemieckim. W sierpniu na front wschodni wyjechała 1 bateria i do końca wojny walczyła jako oddział detaszowany pułku.

Na początku 1920 dywizjon, bez 1 baterii, przewieziony został z Częstochowy do Dubna. Następnie skierowany został pod Kijów i tam zabezpieczał przeprawy na Dnieprze. W maju baterie zostały przewiezione na front północny i walczyły w składzie  1 Dywizji Litewsko-Białoruskiej.
Od 4 lipca prowadziły działania opóźniające walcząc między pod Krajskiem, Wołożynem i Wiszniewem. Cofając się nadal, walczono nad Nurcem, w rejonie Brańska, pod Ciechanowcem, by od 12 sierpnia walczyć na przedmościu Warszawy. 16 sierpnia zostały wycofane na odpoczynek. W końcu września przegrupowały się do Równego, a potem do Dubna. Tam przemianowany został na 13 dywizjon artylerii ciężkiej.

### 17 dywizjon artylerii ciężkiej (III/2 pac)
W pierwszej połowie roku 1919 sformowane zostały baterie 1 pułku artylerii ciężkiej wielkopolskiej.
Pierwsza bateria walczyła początkowo na froncie przeciwniemieckim o Szubin i w rejonie Nakła. Walczyła też w rejonie Kołaczkowa, Gołańczy, Rybowa, Połajewa, Gerabic, Przybychowa, Bukowca i Ryczywołu. 24 czerwca została przewieziona do Małopolski Wschodniej na front przeciwukraiński. Tu wzięła udział w ofensywie polskiej walcząc  pod Biłką, Janczynem i Husiatynem. W sierpniu wróciła do Poznania.
W tym samym czasie 7 bateria działała w rejonie Inowrocławia i Międzychodu. W styczniu 1920 trzy baterie utworzyły  I/17 pac. W końcu kwietnia dywizjon dołączył do walczącej na froncie przeciwbolszewickim 17 Dywizji Piechoty. W czasie działań opóźniających utracił wszystkie działa. Niedobitki I/17 pac przewieziono koleją do Leszna. Po reorganizacji pododdział przemianowany został na 17 dywizjon artylerii ciężkiej.

### Bilans walk
W czasie walk zginęło 5 oficerów i 78 szeregowych. Ponadto rannych zostało 5 oficerów i 42 szeregowych. Utracono około 200 koni. 11 żołnierzy odznaczonych zostało Krzyżem Srebrnym Orderu Wojskowego Virtuti Militari, 9 oficerów czterokrotnie Krzyżem Walecznych, zaś jedno-, dwu-, lub trzykrotnie 28 oficerów i 104 szeregowych
| Kawalerowie Virtuti Militari                                                                      | Kawalerowie Virtuti Militari                                                           | Kawalerowie Virtuti Militari                                      |
| ------------------------------------------------------------------------------------------------- | -------------------------------------------------------------------------------------- | ----------------------------------------------------------------- |
| Żołnierze pułku odznaczeni Krzyżem Srebrnym Orderu Wojskowego Virtuti Militari za wojnę 1918–1920 |                                                                                        |                                                                   |
| mjr Jan Chmurowicz z 3 pac kpt. Jan Chylewski z 17 dac por. Józef Kossarek plut. Antoni Kozik     | bomb. Stefan Książek kpr. Józef Łapa kpr. Tomasz Młynarski ppor. Józef Ostafin z 3 pac | kpt. Józef Słanarz por. Adam Ullmann z 3 pac por. Władysław Wiatr |

## Pułk w okresie pokoju
Pułk został sformowany w 1921, w garnizonie Chełm. W 1923 w skład pułku wchodziły: dowództwo, trzy dywizjony artylerii ciężkiej po trzy baterie, kadra oddziału łączności i kadra baterii zapasowej.

### Formowanie i zmiany organizacyjne
Z końcem 1921 do Chełma Lubelskiego zaczęły napływać pododdziały przewidziane do sformowania „pokojowego” 2 pułku artylerii ciężkiej. 18 października z okolic Dukszt przybył samodzielny 3 dywizjon artylerii ciężkiej. Został on wkrótce przemianowany na I/2 pac. Zgodnie z rozkazem DOGen. Lublin L.dz. 1713/Org. bateria zapasowa 3 dac dała zaczątek dowództwu pułku, kadrze baterii zapasowej i pododdziałowi łączności. 28 października w skład nowo formowanego pułku wszedł formalnie 13 dywizjon artylerii ciężkiej. Stał się on II/2 pac. Do macierzystej jednostki dołączył jednak dopiero w 1922. W lipcu 1922 do garnizonu w Chełmie przybył dotychczasowy II/7 pac i stał się III dywizjonem 2 pac. W ten sposób formowanie „pokojowego” 2 pułku artylerii ciężkiej zostało ostatecznie zakończone.
Zgodnie z planem mobilizacyjnym „S” pułk miał sformować następujące oddziały: 2 pac o etatach wojennych, składający się z 3 dyonów po 3 baterie, z których 7. i 14. miały zostać wyposażone w dwie armaty każda, a 2., 3., 5. i 6. baterie w trzy haubice każda. Łącznie 6 armat kal. 105 mm i 12 haubic kal. 155 mm. Ponadto należało sformować 21 samodzielną baterię artylerii plot, liczącą 3 działa 3-calowe wz. 02; dowództwo 5 Brygady Artylerii, 21 pluton maskowania; 21 kompanię pomiarów artylerii, baterię marszową I/2 pac, baterię zapasową pułku, szefostwo artylerii i służby uzbrojenia nr 5. W kolejnych latach modyfikowano plany mobilizacyjne. Z pułku zdjęto cześć zadań. W latach 30. nie mobilizował już kompanii pomiarów artylerii nr 21, samodzielnej bateria artylerii nr 21, plutonu maskowania nr 21 oraz dowództwa Brygady Artylerii nr 5. W myśl rozkazu Departamentu Dowodzenia Ogólnego MSWojsk. z 2 grudnia 1938, zarządzono wydzielenie ze składu pułku baterii armat kal. 105 mm. Bateria ta została przesunięta do Brześcia, wchodząc w skład samodzielnego 30 dac. W jej miejsce odtworzono nową baterię tego kalibru.

### Zakwaterowanie
Warunki zakwaterowania w Chełmie Lubelskim były dalece niewystarczające. Oficerowie mieszkali w starych, częściowo spróchniałych i zagrzybionych budynkach, a kasyno oficerskie wymagało natychmiastowego remontu. Kadra podoficerska zajmowała cztery budynki, ale tylko dwa spełniały wymagania. Około 25% podoficerów mieszkało w mieście, a część, wraz z rodzinami, w budynkach bateryjnych. Budynki przeznaczone dla kanonierów I i II dywizjonu były drewniane o cementowych podłogach. Każda z baterii miała oddzielny budynek, a ich powierzchnia użytkowa spełniała wymagane normy. III dywizjon zajmował połowę budynku murowanego w rejonie koszar 7 pułku piechoty Legionów. Nie posiadał świetlic i sal wykładowych. Pułk nie posiadał także właściwego zaplecza logistycznego. Przerobione z izb żołnierskich kuchnie były zbyt małe, ustępy zaś nieodpowiednie pod względem sanitarnym, oddalone o 50 kroków od budynków mieszkalnych. Również część studni znajdujących się na terenie koszar nie nadawała się do użytku. Prymitywne i ciasne stajnie mieściły się w przerobionych na ten cel drewnianych starych budynkach mieszkalnych. Brakowało również magazynów uprzęży i furażu, krytej ujeżdżalni oraz wozowni.
Dodatkowym utrudnieniem była lokalizacja koszar. Otaczały je prywatne parcele, a wyjazd w teren często wywoływał konflikty z właścicielami posesji. Na początku lat trzydziestych wykupiono część przyległych gruntów i zorganizowano na nich plac do ujeżdżania koni. Dobrej jakości były nowe, wybudowane w połowie łat dwudziestych, działownie. Pułk mógł się też pochwalić doskonałą łaźnią. Wiosną 1938 dowódca pułku zarządził gruntowne porządkowanie i upiększanie rejonu koszar. Przystąpiono do sadzenia drzew, krzewów i żywopłotów, a także założono trawniki. Decyzja ta była spowodowana nie tylko chęcią poprawienia otoczenia. Przyświecały jej także cele czysto wojskowe. Chodziło bowiem o utrudnienie obserwacji terenu koszar tak z ziemi jak i z powietrza.

### Kultura i rozrywka
Życie kulturalne żołnierzy realizowane było przede wszystkim w świetlicach. Poza zajęciami świetlicowymi organizowano zbiorowe wyjścia do kina. Zazwyczaj organizowano je w czwartki na seans o 19.00 w kinoteatrze „Strzelec”. Z jego dyrekcją pułk podpisał umowę, na podstawie której szeregowi mogli nabywać bilety w cenie 10 groszy. W latach trzydziestych natomiast szeregowi uczęszczali wyłącznie do kina „Corso”. W 1932 działalność rozpoczął Teatr Żołnierski 2 pac. Na inaugurację wystawiono rewię pt. „Pije Kuba do Jakuba”. Ceny biletów ustalono na 50 groszy dla oficerów i osób cywilnych, 30 groszy dla podoficerów zawodowych i nadterminowych, zaś dla szeregowych wstęp był bezpłatny. W garnizonie kilka razy do roku swoje sztuki wystawiał teatr lubelski i Teatr Objazdowy z Warszawy. Rozrywki kadry ograniczały się w dużej części do wzajemnych wizyt w domach, spotkań w kawiarniach, klubie garnizonowym i pomieszczeniach organizacji społeczno-politycznych. Organizowano też zabawy lub odczyty. Ponadto kadra pułku chętnie uczestniczyła w imprezach organizowanych przez 7 pułk piechoty Legionów.

### Święta państwowe i pułkowe
W życiu pułku ważnymi wydarzeniami były święta państwowe i kościelne. Z nieznanych przyczyn, stosunkowo małą wagę przywiązywano do 15 maja – święta pułkowego ustalonego na pamiątkę walk pod Chyrowem, a oficjalnie zatwierdzonego Dziennikiem Rozkazów MS Wojsk, nr 16 z 19 maja 1927, poz. 174. Jedynie kilka razy miało ono bardziej uroczystą oprawę. Był to wtedy dzień wolny od zajęć, połączony z mszą świętą, obiadem żołnierskim i zawodami sportowymi.
Duże znaczenie dla pułku miało nadanie mu pełnej nazwy. Zabiegały o to władze miasta oraz Maurycy Zamoyski. Ostatecznie 10 czerwca 1938 minister spraw wojskowych generał dywizji Tadeusz Kasprzycki nadał 2 pułkowi artylerii ciężkiej nazwę „2 Pułk Artylerii Ciężkiej Ziemi Chełmskiej im. Hetmana Jana Zamoyskiego”. Zastrzegł jednak, że „żołnierze pułków inicjałów na naramiennikach nie noszą”. 11 listopada 1938, podczas uroczystości w kinie „Corso”, wręczono 2 pułkowi artylerii ciężkiej dyplom honorowego obywatelstwa Chełma. Specjalny dyplom odebrał z rąk prezydenta miasta zastępca dowódcy pułku ppłk Władysław Bednarski.

### Inspekcje w pułku
Inspekcje prowadzone w jednostkach wojskowych miały przede wszystkim za cel określenie stopnia przygotowania do działań wojennych. W czasie ich trwania sprawdzano między innymi poziom wyszkolenia i fachowego przygotowania żołnierzy. W drugiej połowie lat dwudziestych inspekcji dokonywał gen. dyw. Kazimierz Dzierżanowski. Stwierdził bardzo niskie stany ćwiczebne wojsk. Na 762 szeregowych było tylko 392 ćwiczących. Znajomość dział, działoczynów i wyszkolenie strzeleckie zostały ocenione na bardzo dobrze, wyszkolenie piesze jako dostateczne, jazda konna, obrona przeciwgazowa i wychowanie fizyczne jako dobre. Wysoką ocenę otrzymała również kadra pułku. W protokole podkreślono, iż wielu podoficerów uczęszczało na różnego rodzaju zajęcia dokształcające. W stosunku do etatu brakowało jednak około 100 podoficerów. W czasie kontroli skład żołnierzy zasadniczej służby kształtował się następująco: w pułku było około 64% Polaków, 25% Rusinów i Ukraińców, 5% Żydów, 4% Niemców. 32,7% to analfabeci i 37,8% półanalfabeci. Na wyposażeniu pułku w tym czasie znajdowały się 3 armaty kal. 105 mm, 13 haubic kal. 155 mm, 100 kb francuskich, 21 kbk i 24 ckm. Do etatu brakowało jednej armaty, którą naprawiano w Zbrojowni nr 2 w Warszawie oraz 5 haubic. Ponadto siedem innych haubic wymagało napraw. Stan dział i ckm był dobry, natomiast karabinów i amunicji do nich – zły. Do etatu brakowało 96 koni.
Na wysokim poziomie utrzymywał się też poziom wyszkolenia w latach trzydziestych. Potwierdzają to inspekcje prowadzone przez gen. Stanisława Burchardta-Bukackiego. Inspektor pod względem taktycznym oceniał całą kadrę jako dobrą. Także przygotowanie do walki w natarciu, rozpoznanie, opóźnianie, ubezpieczanie było na dobrym poziomie, natomiast współdziałanie z innymi broniami i wytrzymałość fizyczna bardzo dobra. Wysoko też oceniano szkołę podoficerską pułku. Kurs, który odbył się w okresie między 21 września 1936 a 13 lutego 1937 ukończyło z wynikiem bardzo dobrym 7 szeregowych, z wynikiem dobrym – 27, z dostatecznym – 7, przy jednym, który osiągnął wynik niedostateczny.
| Obsada personalna i struktura organizacyjna w marcu 1939: | Obsada personalna i struktura organizacyjna w marcu 1939: |
| Stanowisko                                                | Stopień, imię i nazwisko                                  |
| --------------------------------------------------------- | --------------------------------------------------------- |
| dowódca pułku                                             | ppłk dypl. Bolesław Pyszora                               |
| I zastępca dowódcy                                        | ppłk dypl. Władysław Bendarski                            |
| adiutant                                                  | kpt. Witold Wiktor Zaborowski                             |
| naczelny lekarz medycyny                                  | kpt. dr Witalis Nowicki                                   |
| lekarz weterynarii                                        | mjr Henryk Maksymilian Montag                             |
| oficer zwiadowczy                                         | po por. Maksymilian Chmura                                |
| oficer Placu Chełm                                        | kpt. adm.(art.) Zygmunt Izbicki                           |
| II zastępca dowódcy (kwatermistrz)                        | mjr Adam Arnold Jankowski                                 |
| oficer mobilizacyjny                                      | kpt. Stanisław Konrad Rzepkowski                          |
| zastępca oficera mobilizacyjnego                          | por. Mieczysław Matraszek                                 |
| oficer mobilizacyjno-materiałowy                          | kpt. Stanisław Wiktor Marszałek                           |
| oficer gospodarczy                                        | kpt. int. Edmand Prost                                    |
| oficer żywnościowy                                        | chor. Tadeusz Alojzy Zgorzelski                           |
| dowódca plutonu łączności                                 | por Emil Tadeusz Pyda                                     |
| oficer plutonu                                            | ppor. Janusz Stanisław Skrzywanek                         |
| dowódca szkoły podoficerskiej                             | kpt. Edward Czujkiewicz                                   |
| zastępca dowódcy                                          | por Zygmunt Wydra                                         |
| dowódca plutonu                                           | por. Józef Mieczysław Kopeć                               |
| dowódca plutonu                                           | ppor. Kazimierz Karwowski                                 |
| dowódca plutonu                                           | ppor. Stanisław August Józef Orpiszewski                  |
| dowódca I dywizjonu                                       | mjr Kazimierz Siekierzyński                               |
| dowódca 1 baterii                                         | por. Marian Liśkiewicz                                    |
| dowódca plutonu                                           | ppor. Mieczysław Emilian Garścia                          |
| dowódca 2 baterii                                         | kpt. Ludwik Jan Pyrowicz                                  |
| dowódca plutonu                                           | ppor. Bolesław Wołk                                       |
| dowódca II dywizjonu                                      | mjr Alojzy Dylla                                          |
| dowódca 4 baterii                                         | kpt. Edward Bolesław Hubiński                             |
| dowódca plutonu                                           | por. Bernard Zieliński                                    |
| dowódca 5 baterii                                         | kpt. Józef Tkaczuk                                        |
| dowódca plutonu                                           | ppor. Jerzy Budziszewski                                  |
| dowódca III dywizjonu                                     | mjr Jan Szczurek-Cergowski                                |
| dowódca 7 baterii                                         | por. Bolesław Lorentz                                     |
| dowódca 8 baterii                                         | por. Romuald Olszewski                                    |
| dowódca plutonu                                           | ppor. Eugeniusz Szafruga                                  |
| na kursie                                                 | por. Aleksander Marian Józef Dąbrowski                    |

## 2 pac w kampanii wrześniowej

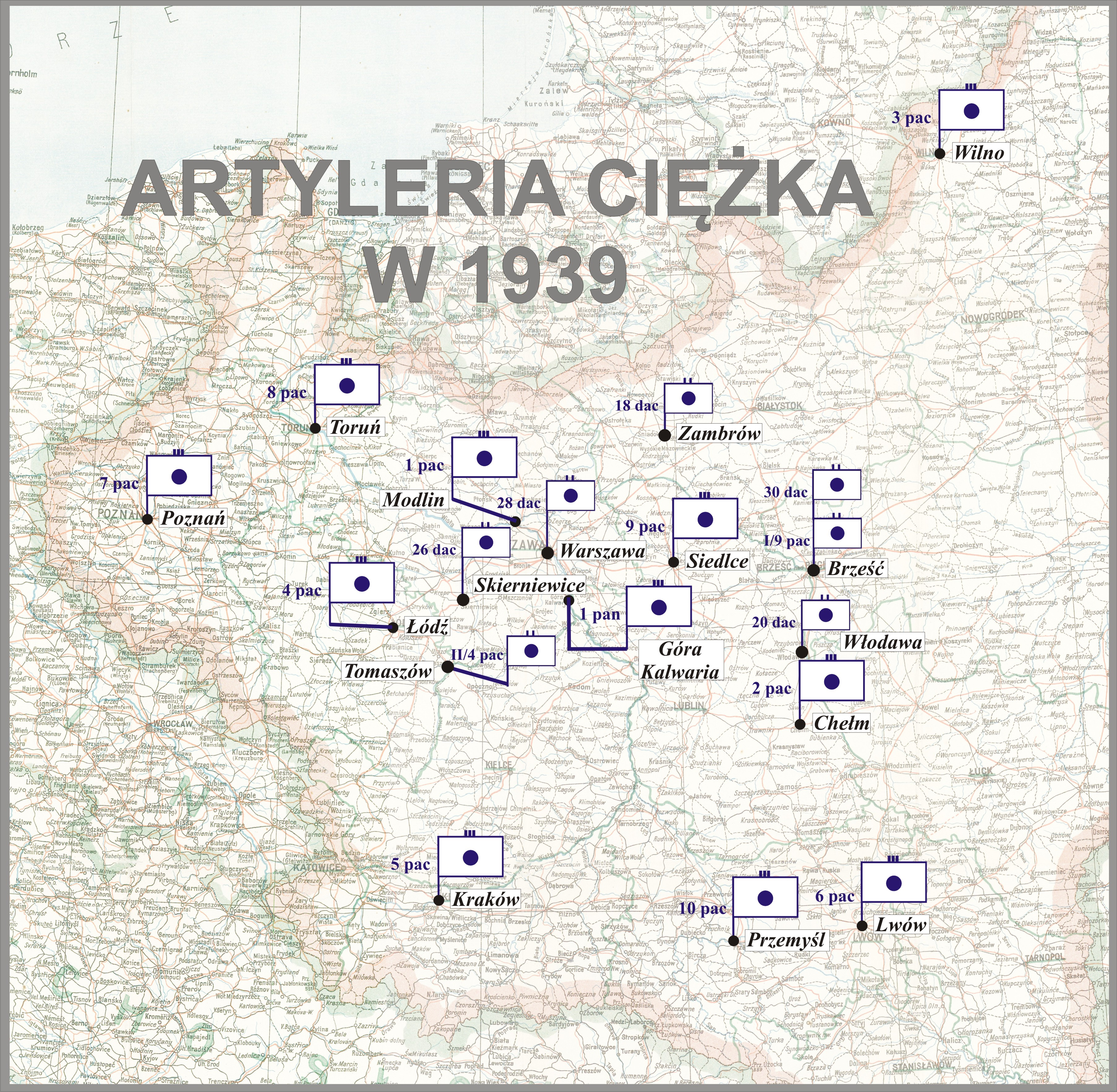
Artyleria ciężka w 1939 przed wybuchem II wojny światowej

### Mobilizacja
Pułk był jednostką mobilizującą. Zgodnie z planem mobilizacyjnym „W” sformował:
W dniach 14–16 sierpnia 1939, w mobilizacji alarmowej:
- I dywizjon 2 pac typ I dla Korpusu Interwencyjnego
- dywizjon artylerii ciężkiej typ II nr 13 dla 13 DP
- pluton taborowy nr 13 dla 13 DP
- dywizjon artylerii ciężkiej typ II nr 27 dla 27 DP
- pluton taborowy nr 27 dla 27 DP

Od dnia 31 sierpnia 1939, w I rzucie mobilizacji powszechnej:
- dowództwo 2 pułku artylerii ciężkiej dla Armii Odwodowej „Prusy”
- II dywizjon 2 pułku artylerii ciężkiej typ I dla Armii Odwodowej „Prusy”
- dywizjon artylerii ciężkiej typ II nr 3 dla 3 DP Leg.
- pluton taborowy nr 3 dla 3 DP Leg.

Od dnia 4 września 1939, w II rzucie mobilizacji powszechnej, zmobilizowano lub rozpoczęto mobilizować:
- Ośrodek Zapasowy Artylerii Ciężkiej nr 1
- pluton marszowy artylerii ciężkiej typ I nr 2
- polowy szpital weterynaryjny nr 21
- polowy szpital weterynaryjny nr 22[46]

Jako pierwszy zmobilizowano w terminie od Z+36 do Z+44 13 dywizjon artylerii ciężkiej dla 13 DP. Dywizjon został zmobilizowany terminowo, bez specjalnych trudności. 15 sierpnia wieczorem został załadowany do transportów kolejowych i odjechał w ślad za dywizją w skład Korpusu Interwencyjnego na Pomorze. Jako drugi w terminie od A+44 do A+60 zmobilizowano 27 dywizjon artylerii ciężkiej dla 27 DP. Również został terminowo zmobilizowany, jednak z bardzo słabymi końmi i wozami do dywizjonowej kolumny amunicyjnej. 16/17 sierpnia załadowany do transportów kolejowych i odwieziony na Pomorze w ślad za dywizją do Korpusu Interwencyjnego. I dywizjon 2 pułku artylerii ciężkiej zmobilizowano w czasie do A+66, terminowo i bez zakłóceń. Poważnym problemem dywizjonu była mała ilość koni odpowiednich dla artylerii ciężkiej typu AC (było tylko po jednej parze dyszlowej do armaty i jaszcza). Pozostałe pochodziły z poboru i nie wszystkie posiadały wymagane walory. Do ośmiokonnych zaprzęgów należało je wyćwiczyć w marszu i zgrać. 18 sierpnia dywizjon rozpoczął załadowanie do transportów kolejowych, do dnia 21 sierpnia został przewieziony trasą Kowel, Brześć n/B., Siedlce, Warszawę Łowicz, Kutn, Toruń do Gniewkowa koło Bydgoszczy, na Pomorzu. Wszedł w skład Korpusu Interwencyjnego. Dywizjon kwaterował w Gniewkowie i dwóch sąsiednich wsiach. 22 sierpnia z dywizjonu zdezerterowało dwóch żołnierzy pochodzenia niemieckiego. II dywizjon i dowództwo pułku mobilizowane były w mobilizacji powszechnej w terminie do 5 września; przeznaczone były do składu Armii Odwodowej „Prusy”.  

### Działania bojowe
Dywizjony „wojennego” 2 pac w okresie kampanii wrześniowej działały na różnych obszarach operacyjnych. I dywizjon posiadał dwanaście 105 mm armat wz.29 Schneider, natomiast II dywizjon dwanaście 155 mm haubic wz. 1917.

#### I dywizjon 2 pac
I dywizjon po zmobilizowaniu znalazł się w składzie Korpusu Interwencyjnego. W nocy z 31 sierpnia na 1 września, gdy znajdował się w marszu z Gniewkowa do m. Toruń–Rudak, został oddany do dyspozycji dowódcy Armii „Pomorze”. 3 września o godz. 3.00 po dwóch nocnych przemarszach dotarł do miejscowości Rudak. Od 4 września podlegał gen. bryg. Stanisławowi Grzmot-Skotnickiemu, który organizował obronę linii Wisły od Solca Kujawskiego do rzeki Drwęcy. 5 września przed wieczorem I/2 pac zajął stanowiska ogniowe na terenie poligonu toruńskiego. Na tych stanowiskach osłaniał marsz do Torunia jednostek Grupy Operacyjnej „Wschód” gen. bryg Mikołaja Bołtucia. 6 września został przydzielony do 4 Dywizji Piechoty. W jej składzie przegrupował się nocą 6/7 września w rejon lasu Brzezie. Po kolejnym nocnym marszu 7/8 września osiągnął rejon Brześcia Kujawskiego i Kruszyna. Dalej, po dziennym wypoczynku, nocą 8/9 września poprzez Kowal dotarł do Szewskich Bud. Kolejnej nocy maszerowano przez Łanięta, Strzelce; z uwagi na zmęczenie koni i ludzi po ponad 40 km marszu, ok. południa dywizjon doszedł do okolic Kotliska, gdzie stanął na postój.

##### W bitwie nad Bzurą
W nocy 10/11 września I/2 pac osiągnął rejon na zachód od Orłów, tam ok. godz. 9.00 zajął stanowiska ogniowe. 1 i 2 bateria wspierały ogniem armat natarcie piechoty na Bielawy. Przed wieczorem dywizjon pomaszerował zająć stanowiska nad rzeką Bzurą, w pobliżu miejscowości Sobota. Podczas domarszu bateria 3/2 pac została ostrzelana przez niemiecki samolot; poległ kanonier i utracono dwa konie. Nocą dywizjon przeprawił się przez Bzurę i zajął do świtu 12 września, w rejonie folwarku Mroga w pobliżu Bielawy, stanowiska ogniowe. Ok. godz. 11.00 I/2 pac otworzył obserwowany z punktów obserwacyjnych ogień do artylerii niemieckiej, a następnie do kontratakującej piechoty niemieckiej. Dywizjon wchodził w skład artylerii dywizyjnej 4 DP jako grupa ogólnego działania. I/2 pac wspierał natarcie 4 DP w kierunku Głowna. O godz. 19.00 dywizjon zajął stanowiska w rejonie Rulic, skąd wspierał natarcie 4 DP poprzez Władysławów, Wolę Zbrożkową na Głowno. Po godz. 22.00 dywizjon otrzymał rozkaz wycofania się do rejonu Orłów. 13 września dywizjon przeszedł do rejonu Dębowej Góry, gdzie wypoczywał. W nocy dywizjon przegrupował się do Szymanowic koło Zdun, gdzie od godz. 9.00 14 września zajął stanowiska ogniowe. Wraz z 4 dywizjonem artylerii ciężkiej i dywizjonem I/4 pal tworzył grupę artylerii ogólnego działania. Przez cały dzień wspierał walkę 67 pułku piechoty rejonie Lisiewice, Dąbkowice Górne i Dolne. Ostrzeliwał niemieckie baterie, które z kolei ostrzeliwały piechotę 4 DP. 15 września I/2 pac wspierał obronę północnego brzegu Bzury na odcinku Urzecze-Małszyce przez 4 DP; natarcie na tym kierunku prowadziła niemiecka 24 DP. O godz. 18.00 otrzymał rozkaz zwinięcia stanowisk i odmarszu do rejonu Różyce koło Łowicza.
Rano 16 września dywizjon dołączył do swoich taborów we wsi Różyce, wychodząc z podporządkowania 4 DP. Około  godz. 15.00 tabory dywizjonu sformowały kolumnę marszową. W tym momencie zostały ostrzelane przez artylerię niemiecką i kilka czołgów; oficer żywnościowy ppor. Stefan Kozicki opanował panikę wśród taborytów. Podjęto marsz dywizjonu w kierunku Karsznic Dużych. W trakcie wychodzenia dywizjonu z Różyc, w sąsiedniej wsi niemiecka artyleria i czołgi ostrzelały tabory innej jednostki, które ogarnięte paniką wjechały na ruszający I dywizjon. W jej wyniku doszło do podzielenia dywizjonu na trzy grupy; w jednej znalazło się - dowództwo dywizjonu, 1 i 2 bateria, w drugiej - 3 bateria, w trzeciej - tabory. Podczas przechodzenia otwartych przestrzeni dywizjon był ostrzelany przez niemiecką artylerię i niemieckie patrole pancerne. Od tego momentu nie są znane jako pewne losy pierwszej grupy dywizjonu. Prawdopodobnie dowództwo I/2 pac z 1/2 pac i 2/2 pac dotarło do Lwówka, gdzie 17 września zostały zbombardowane przez lotnictwo niemieckie i poniosły duże straty. W następstwie tego porzucono sprzęt artyleryjski. Niewielkim grupom udało się przedrzeć do Modlina, lub uległy rozbiciu przedzierając się w następnych dniach przez Puszczę Kampinoską do Warszawy. Pozostali dostali się do niemieckiej niewoli. Tabory dywizjonu dostały się do niemieckiej niewoli 17 lub 18 września na północ od Łowicza.
3/2 pac wycofała się na północ bez strat, dotarła 16 września do Luszyna. W Luszynie bateria zajęła obronę ppanc., jeden z działonów ostrzelał skraj lasu w Woli Stępkowskiej, z którego wycofały się kompanie niemieckiego 1 pułku czołgów. Marsz baterii drogami polnymi spowodował nadmierne zmęczenie koni i grzęźnięcie armat w piaszczystych drogach. Wieczorem do baterii dotarł łącznik od mjr. Alojzego Dylli nakazujący marsz przez Lwówek, Sanniki w kierunku Wyszogrodu. Podjęto nocny marsz 16/17 września. Po ugrzęźnięciu jednego z dział w piasku pozostał przy nim por. Lorentz, a reszta pod dowództwem ppor. Moyseowicza pomaszerowała dalej i dotarła o godz. 6.00 do Lwówka. Por. Lorentz nie dołączył już do 3/2 pac. O godz. 8.00 bateria została silnie zbombardowana, poniosła znaczne straty osobowe i bardzo duże w koniach. Z uwagi na to, że nie było czym ciągnąć armat, pozostawiono je topiąc zamki w bagnie. Ocalała część baterii ruszyła w kierunku Iłowa, docierając o godz. 21.00 na miejsce. Po odpoczynku wyruszono w kierunku Warszawy. 18 września przed południem żołnierze 3 baterii dostali się do niemieckiej niewoli.

#### II dywizjon 2 pac
1 września w południe Chełm Lubelski został zbombardowany przez lotnictwo niemieckie. Spowodowało to utrudnienia w mobilizacji i jej spowolnienie. 2 września ok. godz. 14 miał miejsce drugi nalot, który spowodował pożar gorzelni; do gaszenia pożaru skierowano żołnierzy 2 pac. 5 września jako pierwsza wyjechała transportem kolejowym z Chełma bateria 5/2 pac, trasą przez Brześć n/B., Czeremchę, Siedlce do Warszawy, gdzie stała na Dworcu Wschodnim do 8 września, z uwagi na niemożliwość dalszej jazdy do składu Armii „Prusy”. Tego dnia została włączona do obrony Warszawy, walczyła w grupie artylerii bezpośredniego wsparcia na Pododcinku „Północ”, Odcinka „Warszawa-Zachód”. Walczyła w stolicy do jej kapitulacji. Do Warszawy dojechała też bateria 4/2 pac. Po krótkim postoju por. Romuald Olszewski otrzymał rozkaz pozostawienia na miejscu całej posiadanej amunicji i udania się marszem pieszym do Mińska Mazowieckiego i Siedlec. Po dojściu w okolice Latowicz, lotnictwo niemieckie zaatakowało kolumnę marszową baterii. Ataki lotnicze rozproszyły baterię i doszło do porzucenia haubic.
Jadąca od 6 września jako następna w kierunku Warszawy bateria 6/2 pac dotarła 7 września do zatoru w rejonie Mordy. Wyładowała się i po kilku dniach postoju w okolicznych lasach 14 września pomaszerowała na południe. 15 września znalazła się w Pieszowoli na południowy wschód od Parczewa. Została włączona w skład Armii gen. bryg. Emila Krukowicza-Przedrzymirskiego i otrzymała rozkaz marszu nocą 15/16 września do wsi Szczęśniki, a po wypoczynku do wsi Sawin, do dyspozycji dowódcy 41 Dywizji Piechoty rez. 18 września bateria 6/2 pac zajęła stanowiska ogniowe w rejonie Sawina, nocą 18/19 września prowadziła ostrzał niemieckich jednostek podchodzących od strony Włodawy, a także prowadziła pojedynki ogniowe z niemiecką artylerią. 19 września od godz. 8.00 6/2 pac wraz z artylerią lekką odpierała natarcie na Sawin niemieckiego batalionu piechoty zmotoryzowanej z kompanią czołgów i baterią zmotoryzowanej artylerii, ze składu niemieckiej 3 Dywizji Pancernej. Wspólnie z innymi bateriami ostrzelała niemieckie pododdziały na stanowiskach wyjściowych, unieszkodliwiając kilkanaście czołgów i ciężarówek. Następnie wsparła kontratak oddziałów 41 DP rez., który odrzucił niemieckie zgrupowanie w kierunku Łowczy. O zmroku 19 września 6/2 pac pomaszerowała w kolumnie 41 DP rez. do rejonu Wólki Leszczańskiej. 20 września bateria dotarła do Drogojówki. 21 września pomaszerowała przez Werbkowice, Terebeń, Malice na południowy zachód od Hrubieszowa.        

##### W bitwie pod Tomaszowem Lubelskim
Nocą 22/23 września dotarła do kolonii Michałów, 23 września wsparła 41 DP rez. w walce z elementami niemieckiej 2 DPanc. na linii Łaszczów-Wożuczyn. Nocą 23/24 września bateria por. Bernarda Zielińskiego dotarła do Krynic, a 24 września osiągnęła rejon miejscowości Adamów. 25 września, w ramach grupy artylerii mjr. Smyczyńskiego, wspierała walki 41 DP rez. o wieś Kaczórki, a następnie maszerowała po trasie Kaczór, Namule, Malewszczyzna, stacja kolejowa Krasnobród, Majdan Kasztelański. Ponownie weszła do walki o Majdan Kasztelański, Górecko Stare i Brzeziny. 26 września 6/2 pac wspierała walki 41 DP rez. z niemiecką 8 DP w Górecku Kościelnym i lasach na północ od Aleksandrowa. 27 września w rejonie Majdanu Kasztelańskiego, w związku z kapitulacją dywizji, trafiła do niemieckiej niewoli. Dowództwo II/2 pac, po dojechaniu do rejonu Stok Lacki koło Siedlec, nie mogło kontynuować jazdy w kierunku Warszawy z uwagi na zablokowanie torów kolejowych. Mjr Adam Jankowski zameldował o tym fakcie do Naczelnego Dowództwa WP w Brześciu nad Bugiem. Otrzymał rozkaz powrotu do garnizonu. Ostatecznie dowodził, z dowództwem II/2 pac, bateriami 4/9 pac, 5/9 pac i 6/9 pac, w ramach Dywizji Kombinowanej gen. bryg. Jerzego Wołkowickiego, dzieląc dalsze jej losy.

#### Dowództwo 2 pac
Dowództwo 2 pac i II dywizjon haubic 155 mm pierwotnie przeznaczone były do Armii „Prusy”. Z powodu dramatycznego rozwoju wypadków na obszarze armii gen. Dąb-Biernackiego, 2 pac (bez I dac) skierowano do innych zadań. Dowództwo 2 pac wyjechało z garnizonu w ślad za bateriami dywizjonu II/2 pac 6 września. Już 7 września dowództwo utknęło w zatorze w miejscowości Mordy. Z tego względu 9 września wyładowano się z transportu kolejowego. Następnie przez Międzyrzec Podlaski, Włodawę powrócono do Chełma Lubelskiego, który osiągnięto 13 września. W garnizonie ppłk dypl. Bolesław Pyszora zorganizował z artylerzystów pieszy dywizjon i objął jego dowództwo. Został on włączony do składu III Brygady Piechoty pod dowództwem płk. Stanisława Tatara, która z kolei weszła w skład 1 Dywizji Piechoty Legionów w Armii gen. bryg. Emila Krukowicza-Przedrzymirskiego. W jej składzie prowadził walki do samego końca działania dywizji; jego skład nie jest znany.

### Oddział Zbierania Nadwyżek 2 pac
Po zmobilizowaniu jednostek bojowych w ramach mobilizacji alarmowej i I rzutu powszechnej przystąpiono do mobilizacji pododdziałów i oddziału formowanych w II rzucie mobilizacji, plutonu marszowego 2 pac i dwóch szpitali weterynaryjnych. Pluton marszowy został sformowany do 6 września i w dniu następnym wymaszerował w ślad za pułkiem. Dalszy jego los pozostał nieznany. OZN 2 pac pod dowództwem mjr. Szymańskiego z bateriami pod dowództwem ppor. rez. Witolda Pomirskiego i por. Pittela, weszły w skład formowanego w koszarach 2 pac Ośrodka Zapasowego Artylerii Ciężkiej nr 1 w Chełmie Lubelskim. Dowództwo Ośrodka objął ppłk Michalik.
| Struktura organizacyjna i obsada personalna we wrześniu 1939 | Struktura organizacyjna i obsada personalna we wrześniu 1939 |
| Dowództwo                                                    | Dowództwo                                                    |
| ------------------------------------------------------------ | ------------------------------------------------------------ |
| dowódca pułku                                                | ppłk dypl. Bolesław Pyszora                                  |
| adiutant pułku                                               | kpt. Witold Wiktor Zaborowski                                |
| oficer zwiadowczy                                            | por. Józef Mieczysław Kopeć                                  |
| oficer łączności                                             | por. Emil Tadeusz Pyda                                       |
| I dywizjon                                                   |                                                              |
| dowódca                                                      | mjr Alojzy Dylla                                             |
| adiutant dywizjonu                                           |                                                              |
| oficer zwiadowczy                                            | por. Aleksander Dąbrowski                                    |
| oficer żywnościowy                                           | ppor. rez. Stefan Kozicki                                    |
| dowódca kolumny amunicyjnej                                  | ppor. rez. Stefan Granat                                     |
| dowódca 1 baterii                                            | por. Jacinowski                                              |
| dowódca 2 baterii                                            | kpt. Ludwik Pyrowicz                                         |
| dowódca 3 baterii                                            | por. Bolesław Lorentz                                        |
| oficer ogniowy                                               | ppor. rez. Zbigniew Moyseowicz                               |
| II dywizjon                                                  |                                                              |
| dowódca dywizjonu                                            | mjr Adam Jankowski                                           |
| dowódca 4 baterii                                            | por. Romuald Olszewski                                       |
| dowódca 5 baterii                                            | por. Zygmunt Wydra                                           |
| oficer ogniowy                                               | ppor. rez. Tadeusz Pereta                                    |
| dowódca 6 baterii                                            | por. Bernard Zieliński                                       |

## Symbole pułkowe
Sztandar
17 lipca 1938 w Zamościu, Generalny Inspektor Sił Zbrojnych, marszałek Edward Śmigły-Rydz wręczył płk. Lucjanowi Jasińskiemu sztandar ufundowany przez społeczeństwo Chełma. Nadanie sztandaru i zatwierdzenie jego wzoru zostało ogłoszone w Dodatku Tajnym nr 6 do Dziennika Rozkazów MSWojsk. z 5 maja 1938, poz. 61.

Sztandar został wykonany zgodnie z wzorem określonym w Dekrecie Prezydenta Rzeczypospolitej Polskiej z 24 listopada 1937 o znakach wojska i marynarki wojennej opublikowanym w Dzienniku Ustaw Rzeczypospolitej Polskiej nr 5 z 28 stycznia 1938. Na prawej stronie płata znajdował się amarantowy krzyż, w środku którego wyhaftowano orła w wieńcu z wawrzynu. Na białych polach, pomiędzy ramionami krzyża, znajdowały się cyfry 2 w mniejszych wieńcach z wawrzynu.
Na lewej stronie płatu sztandarowego, pośrodku krzyża kawaleryjskiego znajdował się wieniec taki sam jak po stronie prawej, a w wieńcu trzywierszowy napis „HONOR I OJCZYZNA”. W rogach sztandaru, w mniejszych wieńcach umieszczone były na tarczach:
- w prawym górnym – wizerunek M.B. Chełmskiej
- w lewym  górnym – wizerunek Świętej Barbary
- w prawym dolnym – godło ziemi chełmskiej
- w lewym dolnym – odznaka pamiątkowa pułku

Na ramionach krzyża kawalerskiego znajdowały się wyhaftowane nazwy i daty ważniejszych oddziałów które utworzyły pułk:
- na górnym –  Kałkuny-Dyneburg 27 IX 1919; Brzostowica 21-24 IX 1920
- na dolnym – Chyrów 15 V 1919; Lwów 20 XII 1918-30 IV 1919
- na lewym	– Wiślica 26 I 1919; Dębogóry 3 II 1919
- na prawym – Kijów kwiecień-maj 1920; Brzeżany 16-21 VI 1919

Odznaka pamiątkowa
14 grudnia 1937 minister spraw wojskowych generał dywizji Tadeusz Kasprzycki zatwierdził wzór i regulamin odznaki pamiątkowej 2 pułku artylerii ciężkiej. Odznaka o wymiarach 42x32 mm stanowi wieniec laurowy, srebrno oksydowany, na którym umieszczono herby Poznania, Krakowa oraz miniaturę odznaki Armii Polskiej we Francji. W środku wieńca emaliowany herb Chełma, wsparty na złocistym płomieniu gorejącej bomby. Jednoczęściowa - oficerska wykonana w srebrze, emaliowana. Na rewersie próba srebra i imiennik grawera. Wykonawcą odznaki był Wiktor Gontarczyk z Warszawy.

## Żołnierze pułku

### Dowódcy i zastępcy dowódcy pułku
| Stopień, imię i nazwisko                | Okres pełnienia służby | Kolejne stanowisko        |
| Dowódcy pułku                           | Dowódcy pułku          | Dowódcy pułku             |
| --------------------------------------- | ---------------------- | ------------------------- |
| płk art. Eugeniusz Gałuszyński          | 15.05.1921 –           |                           |
| ppłk/płk art. Jan Chmurowicz            | 12.05.1922 – 4.09.1929 |                           |
| płk art. Leon Czechowicz                | 1932                   |                           |
| ppłk / płk art. Lucjan Jasiński         | X 1934 – 1938          |                           |
| ppłk dypl. art. Bolesław Pyszora        | do IX 1939             |                           |
| Zastępcy dowódcy pułku                  |                        |                           |
| mjr/ppłk art. Jan Chmurowicz            | 7.11.1921 – 12.05.1922 |                           |
| ppłk art. Ludwik Ząbkowski              | 1922–1927              |                           |
| ppłk art. Zenon Adamowicz               | 1927 – XII 1929        | komendant OC Czerwony Bór |
| ppłk dypl. art. inż. Czesław Kunert     | XII 1929 - III 1931    |                           |
| ppłk dypl. art. inż. Kazimierz Stefczyk | 1 IV 1931 – VI 1934    | komendant PKU Dubno       |
| ppłk art. Jan Chylewski                 | od VI 1934             |                           |
| ppłk dypl. Władysław Bendarski          | 1939                   |                           |

### Żołnierze 2 pułku artylerii ciężkiej - ofiary zbrodni katyńskiej
Biogramy ofiar zbrodni katyńskiej znajdują się między innymi w bazach udostępnionych przez Ministerstwo Kultury i Dziedzictwa Narodowego oraz Muzeum Katyńskie.
| Stopień, nazwisko i imię          | zawód               | miejsce pracy przed mobilizacją   | zamordowany |
| --------------------------------- | ------------------- | --------------------------------- | ----------- |
| ppor. rez. Brzeziński Zygmunt     | inżynier elektryk   |                                   | Katyń       |
| por. Chmura Maksymilian           | żołnierz zawodowy   | oficer zwiadowczy 2 pac           | Katyń       |
| ppor. rez. Fabianowski Jan        | inżynier bud. wodn. |                                   | Katyń       |
| ppor. rez. Feldt Roman            | student UW          |                                   | Katyń       |
| ppor. rez. Florkiewicz Zbigniew   | urzędnik            | pracował w Lublinie               | Katyń       |
| mjr Jankowski Adam                | żołnierz zawodowy   | (e)                               | Charków     |
| ppor. Karwowski Kazimierz         | żołnierz zawodowy   | dowódca plutonu szkoły podofic.   | Charków     |
| por. Liśkiewicz Marian            | żołnierz zawodowy   | dowódca 1/2 pac                   | Katyń       |
| kpt. Marszałek Stanisław          | żołnierz zawodowy   | oficer mobilizacyjno-materiałowy  | Katyń       |
| por. Matraszek Mieczysław         | żołnierz zawodowy   | zastępca oficera mobilizacyjnego  | Katyń       |
| ppor. rez. Oleszkiewicz Eugeniusz | urzędnik            |                                   | Katyń       |
| ppor. rez. Piasecki Józef         | urzędnik            | sąd w Lublinie                    | Katyń       |
| por. rez. Sotowski Stanisław      | absolwent UAM       | Wojewódzki Urząd Rolny w Lublinie | Katyń       |
| ppor. rez. Tacikowski Euzebiusz   | inżynier            | ZUS w Warszawie                   | Katyń       |
| ppor. rez. Terlecki Włodzimierz   | lekarz weterynarii  | praktyka w Radomiu                | Charków     |
| ppor. Wołk Bolesław               | żołnierz zawodowy   | dowódca plutonu 2/2 pac           | Charków     |